# KRC Genk Ladies
KRC Genk Ladies is een Belgische voetbalclub uit Genk die bij de KBVB aangesloten is met stamnummer 322 en blauw als clubkleur heeft. Genk Ladies, een fusie van clubs uit Lanaken en Zonhoven, speelt in de Lotto Super League, het hoogste niveau van het Belgische vrouwenvoetbal.

## Geschiedenis
De club ontstond rond 1971 in Neerharen en sloot zich later als het rood-witte Hewian Girls Lanaken aan bij de Belgische Voetbalbond onder stamnummer 8238. De club speelde aanvankelijk in de Limburgse provinciale reeksen en promoveerde pas in 1997 naar de Tweede klasse, in die tijd het laagste nationale niveau. Hewian Girls werd echter voorlaatste en degradeerde in 1998 weer naar de provinciale afdelingen. In 1999 promoveerde de club al terug naar Tweede klasse, waar ze zich ditmaal wel kon handhaven. In het tweede seizoen werd Lanaken zelfs reekswinnaar en stootte zo in 2001 voor het eerst door naar het hoogste nationale niveau.
Hewian Girls Lanaken eindigde er echter als voorlaatste en degradeerde zo meteen weer naar Tweede klasse. Daar behaalde de club het volgende seizoen wel meteen de tweede plaats en kon zo in 2003 al terugkeren naar de Eerste klasse. Ditmaal eindigde de club in de middenmoot en kon het verblijf op het hoogste niveau even verlengen, maar in het tweede seizoen strandde Lanaken op de allerlaatste plaats met nul punten en zakte zo in 2005 terug naar de Tweede klasse. Het eerste seizoen na de degradatie eindigde Hewian Girls nog in de middenmoot, maar de club kreeg het daarna ook op het tweede niveau moeilijker.
In 2006/07, het laatste seizoen onder de originele naam, eindigde de club nog net boven de degradatieplaatsen. In 2007 werd de clubnaam gewijzigd in Damesvoetbal Lanaken, maar onder de nieuwe naam eindigde de club in 2008 als voorlaatste en degradeerde naar de Derde klasse, ondertussen het laagste nationale niveau in het damesvoetbal.
In die Derde klasse streed DV Lanaken voor de terugkeer, maar in 2009 en 2010 strandde de club telkens op een tweede plaats. In 2010 wist Lanaken echter een barragewedstrijd tegen Massenhoven VC te winnen en zo promoveerde het terug naar Tweede klasse. In het tweede seizoen in Tweede klasse (2011/12) eindigde Lanaken ook daar al op een tweede plaats, dankzij de invoering van de Women's BeNe League goed voor de promotie naar Eerste klasse. DV Lanaken eindigde in het eerste jaar na de promotie als vierde.
In 2013 kwam het tot een fusie met een andere Limburgse damesvoetbalclub, DV Zonhoven, met als doel een volwaardige club te creëren in Midden-Limburg. De fusieclub ging verder als Damesvoetbal Lanaken Zonhoven (DVL Zonhoven), met behoud van het stamnummer van Lanaken (waarbij het Zonhovense stamnummer 9184 verdween). Wel verhuisde de club van Neerharen naar de Basvelden in Zonhoven. Het A-elftal van Lanaken (in eerste klasse) werd het A-elftal van de fusieclub, het A-elftal van DV Zonhoven (in Tweede klasse) was voortaan het B-elftal.
In 2015 vestigde de club zich in Genk om daar onder de naam Ladies Genk aan te treden in de nieuw opgerichte Super League, de Belgische vervanger van de BeNe League. In 2016 werd de samenwerking met KRC Genk opgevoerd en werd de club omgedoopt tot KRC Genk Ladies. Ook het logo en de website van Racing Genk werden overgenomen, maar de club behield wel haar apart statuut en stamnummer.
Sinds 2018 heeft de club ook het stamnummer 322 overgenomen.

## Erelijst
- Eerste klasse[3]

tweede (2x): 2013/14, 2014/15
- Beker van België

finalist (1x): 2018
- Tweede klasse

winnaar (1x): 2000/01
tweede (2x): 2002/03, 2011/12
- Derde klasse

tweede (1x): 2008/09, 2009/10

## Seizoenen A-ploeg
| Seizoen                       | Niveau               | Niveau               | Niveau               | Competitie           | Ptn.                 | Opmerkingen                                   | Beker van België     |
| Seizoen                       | I                    | II                   | III                  | Competitie           | Ptn.                 | Opmerkingen                                   | Beker van België     |
| Hewian Girls Lanaken          | Hewian Girls Lanaken | Hewian Girls Lanaken | Hewian Girls Lanaken | Hewian Girls Lanaken | Hewian Girls Lanaken | Hewian Girls Lanaken                          | Hewian Girls Lanaken |
| ----------------------------- | -------------------- | -------------------- | -------------------- | -------------------- | -------------------- | --------------------------------------------- | -------------------- |
| 1997/98                       |                      |                      |                      | Tweede klasse        |                      |                                               |                      |
| 1998/99                       |                      |                      |                      | Prov. reeks Limburg  |                      |                                               |                      |
| 1999/00                       |                      |                      |                      | Tweede klasse        |                      |                                               |                      |
| 2000/01                       |                      | 1                    |                      | Tweede klasse        |                      |                                               |                      |
| 2001/02                       | 13                   |                      |                      | Eerste klasse        | 10                   |                                               |                      |
| 2002/03                       |                      | 2                    |                      | Tweede klasse        |                      |                                               |                      |
| 2003/04                       | 8                    |                      |                      | Eerste klasse        | 34                   |                                               |                      |
| 2004/05                       | 14                   |                      |                      | Eerste klasse        | 0                    |                                               |                      |
| 2005/06                       |                      |                      |                      | Tweede klasse        |                      |                                               |                      |
| 2006/07                       |                      |                      |                      | Tweede klasse        |                      |                                               |                      |
| Damesvoetbal Lanaken          |                      |                      |                      |                      |                      |                                               |                      |
| 2007/08                       |                      |                      |                      | Tweede klasse        |                      |                                               |                      |
| 2008/09                       |                      |                      | 2                    | Derde klasse         |                      |                                               |                      |
| 2009/10                       |                      |                      | 2                    | Derde klasse         |                      |                                               |                      |
| 2010/11                       |                      |                      |                      | Tweede klasse        |                      |                                               | 1/16 finale          |
| 2011/12                       |                      | 2                    |                      | Tweede klasse        |                      |                                               | 1/16 finale          |
| 2012/13                       |                      | 4                    |                      | Eerste klasse        | 35                   |                                               | 1/16 finale          |
| Damesvoetbal Lanaken Zonhoven |                      |                      |                      |                      |                      |                                               |                      |
| 2013/14                       |                      | 2                    |                      | Eerste klasse        | 45                   |                                               | 1/8 finale           |
| 2014/15                       |                      | 2                    |                      | Eerste klasse        | 61                   |                                               | Kwartfinale          |
| Ladies Genk                   |                      |                      |                      |                      |                      |                                               |                      |
| 2015/16                       | 7                    |                      |                      | Super League         | 16                   | Vijfde na reguliere competitie met 18 punten. | Halve finale         |
| KRC Genk Ladies               |                      |                      |                      |                      |                      |                                               |                      |
| 2016/17                       | 4                    |                      |                      | Super League         | 37                   |                                               | Kwartfinale          |
| 2017/18                       | 3                    |                      |                      | Super League         | 23                   | Derde na reguliere competitie met 37 punten.  | finale               |
| 2018/19                       | 3                    |                      |                      | Super League         | 24                   |                                               | Halve finale         |
| 2019/20                       | 4                    |                      |                      | Super League         | 23                   |                                               | Halve finale         |
| 2020/21                       | 7                    |                      |                      | Super League         | 21                   |                                               | /                    |
| 2021/22                       | 4                    |                      |                      | Super League         | 22                   |                                               | Kwartfinale          |
| 2022/23                       | 4                    |                      |                      | Super League         | 35                   |                                               | finale               |
| 2023/24                       | 6                    |                      |                      | Super League         | 17                   |                                               | Kwartfinale          |
| 2024/25                       | 5                    |                      |                      | Super League         | 27                   |                                               | Halve finale         |
| 2025/26                       |                      |                      |                      | Super League         |                      |                                               |                      |